# Johann Andreas Wagner
Johann Andreas Wagner, född 21 mars 1797 i Nürnberg, död 17 december 1861, var en tysk zoolog.

## Biografi
Wagner studerade i Erlangen och promoverades där till doktor varefter han habiliserades i Würzburg.
Wagner blev under Gotthilf Heinrich von Schuberth ansvarig för Bayerns zoologiska samling i München. 1835 invaldes han till Bayerns vetenskapsakademi.
Wagner sysslade med däggdjur, blötdjur och fossil. Till exempel beskrev han 1827 alla snäckor och musslor som Johann Baptist von Spix och Carl Friedrich Philipp von Martius hade insamlat under expeditionen till Brasilien.

## Verk i urval
- Testacea fluviatilia quae in itinere per Brasiliam 1817-1820 ... collegit et pingenda curavit J.B.Spix, ediderunt F.a.Paula de Schrank et C.F.P. de Martius. - Monachii, Wolf [München, Wolf] 1827.
- Neues systematisches Conchylien-Cabinet. Nürnberg 1829
- Handbuch der Naturgeschichte. 1830
- Die Säugthiere in Abbildungen nach der Natur mit Beschreibungen. Erlangen 1836-1855.
- Beiträge zur Kenntnis der warmblütigen Wirbelthiere Amerika’s. München 1837
- Beschreibung eines neuentdeckten Ornithocephalus nebst allgemeinen Bemerkungen über die Organisation dieser Gattung. München 1837.
- Fossile Überreste von einem Affen und einigen andern Säugthieren aus Griechenland. München 1840
- Geschichte der Urwelt, mit besonderer Berücksichtigung der Menschenrassen und des mosaischen Schöpfüngsberichtes. Leipzig 1845
- Abweisung der von ... H. Burmeister zu Gunsten des geologisch-vulkanistischen Fortschrittes und zu Ungunsten der mosaischen Schöpfungsurkunden vorgebrachten Behauptungen ... Ein Nachtrag zu meiner Geschichte der Urwelt. Leipzig 1845
- Naturwissenschaft und Bibel im Gegensatze zu dem Köhlerglauben des Herrn C. Vogt, etc. Stuttgart 1855
- Beiträge zur Kenntniss der in den lithographischen Schiefern abgelagerten urweltlichen Fische. München 1861